# Oberon (Weber)

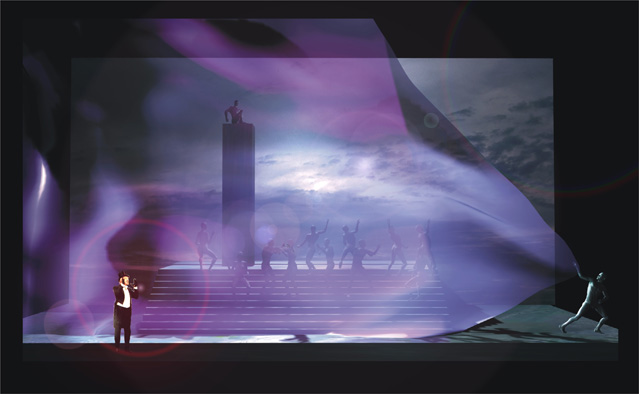
Obekant uppsättning av Oberon.

Oberon (engelska: Oberon or The Elf King's Oath) är en opera i tre akter och sju tablåer med musik av Carl Maria von Weber och talad dialog. Librettot av James Robinson Planché bygger på det tyska eposet Oberon av Christoph Martin Wieland, som i sin tur är baserat på en medeltida fransk saga: Huon de Bordeaux.

## Historia
Weber var redan dödligt sjuk i tuberkulos då han fick beställningen på Oberon från Covent Garden i London. Där hade Webers opera Friskytten haft oerhört stor framgång och man var angelägna om en uppföljare. Av den anledningen blandades en rad motiv från Shakespeares En midsommarnattsdröm och Stormen in i Wielands libretto. Weber hade tänkt sig operan som ett skådespel med musik, men Covent Gardens ledning ville ha ett sångspel med livliga körscener och starka teatereffekter. Dessa element kom också att ingå i operan, men dessutom innehåller Oberon äkta musikdramatiska inslag som Rezias berömda "Oceanaria" och Hünos aria "Von Jugend auf".
Weber lärde sig engelska för att kunna skriva musik till den engelska översättningen av Wielands dikt och studerade ivrigt arabiska melodier för att ge verket lokalkolorit. Några av ariorna skrevs också speciellt för uruppförandets sångare som han lärde känna efter ankomsten till London. Verket hade urpremiär på Covent Garden den 12 april 1826 och von Weber dirigerade själv trots sin dåliga hälsa. Han avled knappt två månader senare den 5 juni, samma dag som han skulle ha rest hem till Dresden.
Oberon har underkastats åtskilliga bearbetningar. Franz Wüllner komponerade recitativ istället för den talade dialogen och andra har kompletterat med musik från andra Weberoperor, men trots alla försök har det inte gått att göra Oberon till en repertoaropera.
Den svenska premiären ägde rum på Stockholmsoperan den 21 maj 1858 och den iscensattes åter med premiär den 22 oktober 1925. 
Operan sattes även upp på Stora Teatern, Göteborg den 27 oktober 1867.

## Ouvertyren
Under Oberons tillkomstår (1826) uppstod också en annan tysk älvmusik, Felix Mendelssohns ouvertyr till sin En midsommarnattsdröm. Där sällar sig en drömsk hornklang till älvvärlden. Hornmotivet förekommer flitigt i operan och binder samman det musikaliska förloppet. Webers mästerliga ouvertyrer har alltid varit mycket populära och framförs ofta som enskilda orkesternummer. Ouvertyren till Oberon är en av tonsättarens mest älskade och alluderar i likhet med Webers övriga ouvertyrer på viktiga sångnummer i operan, däribland Hünos stora aria i första akten, där den förälskade riddaren lovsjunger den behagfulla Rezia, och den berömda "Oceanarian" som har kommit att bli en av Webers mest omtyckta arior.

## Personer

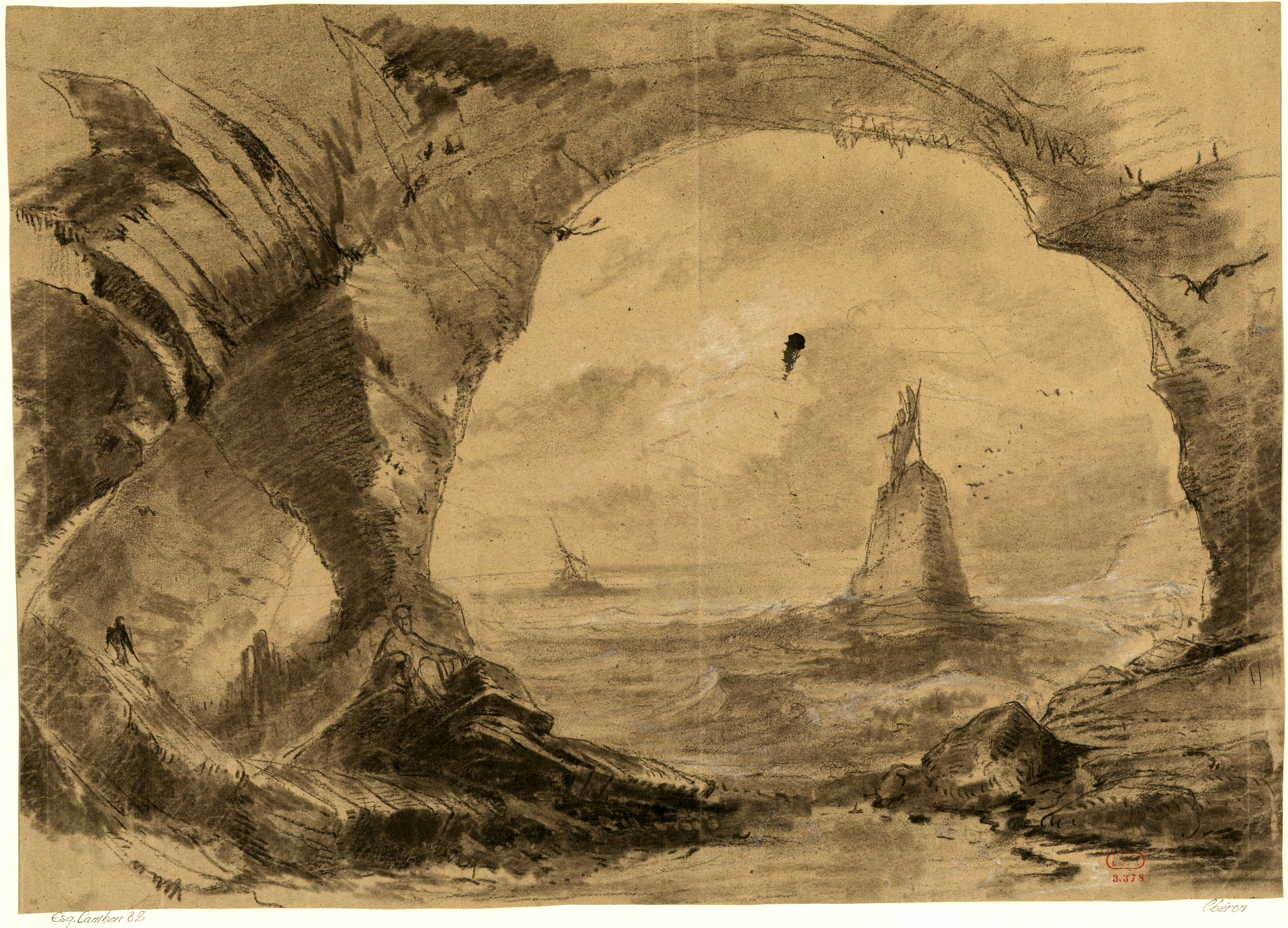
Dekor till akt 2, scen 4 i en uppsättning på Théâtre Lyrique i Paris 1857.

- Oberon, älvornas konung (tenor eller mezzosopran)
- Titania, älvornas drottning (stum person)
- Puck, skogsande och Oberons tjänare (alt)
- Sir Hüon, riddare (tenor)
- Scherasmin, hans väpnare (baryton)
- Kejsar Karl den store (stum person)
- Harun al Raschid, kalif av Bagdad (talroll)
- Rezia, hans dotter (sopran)
- Fatima, hennes slavinna (mezzosopran)
- Prins Babekan, persisk tronföljare (talroll)
- Almansor, emir av Tunis (bas)
- Roschana, hans gemål (sopran)
- Namuna, Fatimas mormor (alt)
- Abdalla, sjörövare (talroll)
- Två sjöjungfrur (sopraner)
- Älvor, féer, andar, slavar, slavinnor, sjörövare och hovfolk (kör)

## Handling

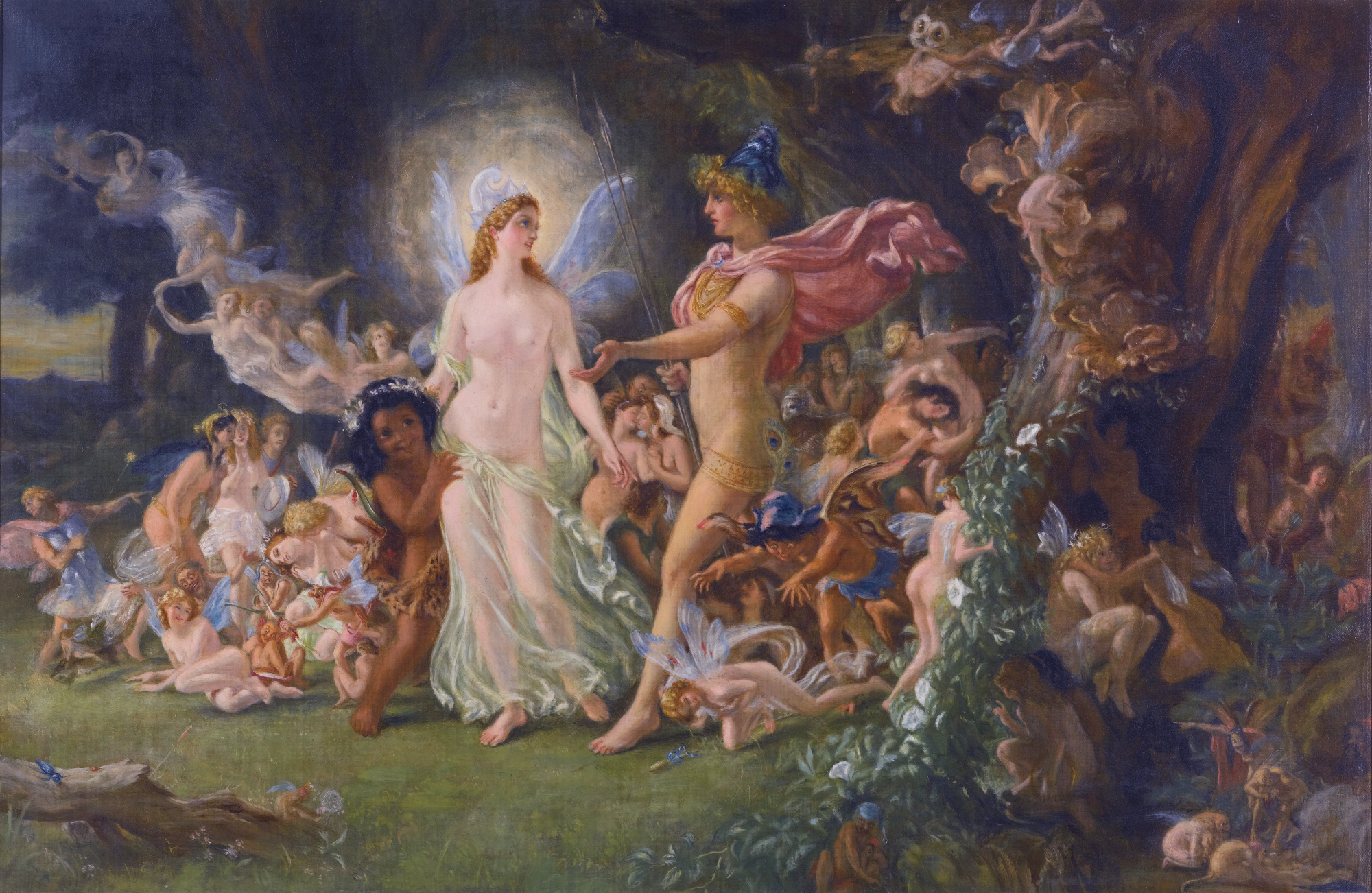
Oberon och Titania grälar.

Operan utspelar sig i älvornas rike i Franken, Bagdad och Tunis omkring år 806 och har blivit stilbildande då det gäller att återge övernaturliga sagostämningar. Orientaliska klanger och rytmer förekommer i scenerna från Bagdad och Tunis.
Akt I
Älvkungen Oberon grälar med sin hustru Titania, som svär en dyr ed på att hon inte ämnar se honom igen förrän han har hittat ett dödligt par som förmår vara varandra trogna genom alla faror och prövningar. Puck tror att ett sådant par är Hüon av Bordeaux och kalifens dotter Rezia. Hüon har dödat Karl den stores son och som straff skickats till Bagdad, där han skall slå ihjäl den person som sitter till vänster om kalifen och därpå kräva hans dotter Rezia som brud. Oberon har ordnat det så att Hüon har sett Rezia i en drömsyn och redan är förälskad i henne, och dessutom förser Oberon honom med ett horn med vilken han kan tillkalla alverna om han råkar i fara.
Akt II
Hüon utför sitt uppdrag i Bagdad, men då han far därifrån till Grekland med Rezia, sin väpnare Scherasmin och dennes trolovade Fatime råkar de ut för en storm och deras skepp strandar på en öde ö ("Ozean, Du Ungeheuer"). Rezia blir bortrövad av pirater och såld till emiren av Tunis, och Hüon, som tror att hon är död, blir lämnad kvar på stranden.
Akt III
Alverna för honom till Tunis och har tar sig in i emirens harem för att rädda Rezia, men då grips han och döms till döden på bålet tillsammans med sin älskade. I denna yttersta nöd stöter Hüon i sitt horn och Oberon och Titania kommer till undsättning. De för Hüon och Rezia till Karl den stores hov där Hüon blir benådad, och även Titania förlåter Oberon sedan hon nu har sett hur stark kärleken kan vara.